# Anadia petersi
Espèce
Statut de conservation UICN

 DD  : Données insuffisantes
Anadia petersi est une espèce de sauriens de la famille des Gymnophthalmidae.

## Répartition
Cette espèce est endémique de la province de Loja en Équateur.

## Étymologie
Cette espèce est nommée en l'honneur de James Arthur Peters.

## Publication originale
- Oftedal, 1974 : A revision of the genus Anadia (Sauria, Teiidae). Arquivos de Zoologia, vol. 25, no 4, p. 203-265 (texte intégral).